# Kathleen Quinlan
Kathleen Denise Quinlan (ur. 19 listopada 1954 w Pasadenie) – amerykańska aktorka filmowa, nominowana do Oscara za rolę drugoplanową w filmie Apollo 13.
Wystąpiła w 4. sezonie serialu Skazany na śmierć.

## Filmografia
| Rok  | Tytuł                                                                  | Rola                             |
| ---- | ---------------------------------------------------------------------- | -------------------------------- |
| 1972 | One Is a Lonely Number                                                 |                                  |
| 1973 | Amerykańskie graffiti                                                  | Peg                              |
| 1974 | Where Have All the People Gone?                                        | Deborah Anders                   |
| 1975 | The Missing Are Deadly                                                 | Michelle                         |
| 1975 | The Abduction of Saint Anne                                            | Anne Benedict                    |
| 1975 | The Turning Point of Jim Malloy                                        | Edith Evans                      |
| 1976 | Lifeguard                                                              |                                  |
| 1977 | Little Ladies of the Night                                             | Karen Brodwick                   |
| 1977 | Port lotniczy ’77                                                      | Julie                            |
| 1977 | Nigdy nie obiecywałem ci ogrodu pełnego róż nominacja do Złotego Globu | Deborah                          |
| 1978 | Nightmare in Blood                                                     |                                  |
| 1979 | Ludzka słabość                                                         | siostra Rita                     |
| 1979 | The Promise                                                            | Nancy McAllister / Marie Adamson |
| 1980 | Niedzielni kochankowie                                                 | Laurie                           |
| 1981 | She's in the Army Now                                                  | szeregowiec Cass Donner          |
| 1981 | Dziewczyny w mundurach                                                 | Donner                           |
| 1982 | Hanki Panki czyli ważna sprawa                                         | Janet Dunn                       |
| 1983 | W pogoni za marzeniami                                                 | Mary Ann Taylor                  |
| 1983 | Strefa mroku                                                           | Helen Foley                      |
| 1984 | When She Says No                                                       | Rose Michaels                    |
| 1984 | Ubiegłej zimy                                                          | Joyce                            |
| 1985 | Children of the Night                                                  | Lois Lee                         |
| 1985 | Blackout                                                               | Chris Graham                     |
| 1985 | Sygnał ostrzegawczy                                                    | Joanie Morse                     |
| 1986 | Man Outside                                                            |                                  |
| 1987 | Odzyskane marzenia                                                     | Sarah McAllister                 |
| 1987 | Dzikus                                                                 |                                  |
| 1988 | Zachód słońca                                                          | Nancy Shoemaker                  |
| 1988 | Serce Clary                                                            | Leona Hart                       |
| 1989 | W pułapce                                                              | Mary Ann Marshall                |
| 1990 | The Operation                                                          | Ginnie                           |
| 1991 | Strays                                                                 | Lindsey Jarrett                  |
| 1991 | The Doors                                                              | Patricia Kennealy                |
| 1992 | Amerykańska historia                                                   | Hope Tyler                       |
| 1993 | Cela śmierci                                                           | Kathy Rubicek                    |
| 1993 | Skradzione dzieci                                                      | Bekka                            |
| 1994 | W majestacie prawa                                                     | Wanda                            |
| 1995 | Idealne alibi                                                          | Melanie Bauers                   |
| 1995 | Apollo 13 nominacja do Oscara                                          | Marilyn Lovell                   |
| 1996 | In the Lake of the Woods                                               | Kathy Waylan                     |
| 1997 | Świerszcze w trawie                                                    | Clare Stockard                   |
| 1997 | Zeus i Roksana                                                         | Mary Beth Dunhill                |
| 1997 | Ukryty wymiar                                                          | Peters                           |
| 1997 | Incydent                                                               | Amy Taylor                       |
| 1998 | Mój przyjaciel olbrzym                                                 | Serena Kanin                     |
| 1998 | Adwokat                                                                | Anne Anderson                    |
| 1999 | Sekrety milionerki                                                     | Nanaline Duke                    |
| 2003 | Blessings                                                              | Meredith                         |
| 2003 | Bitwa pod Shaker Heights                                               | Eve Enswiler                     |
| 2004 | Morderca znad Green River                                              | Sande Keppel                     |
| 2004 | Medium                                                                 | Beth Hytner                      |
| 2004 | Romans doskonały                                                       | Tess Gallagher                   |
| 2004 | El Padrino                                                             | sędzia Scorsi                    |
| 2006 | Wzgórza mają oczy                                                      | Ethel                            |
| 2007 | W pułapce strachu                                                      | Bea                              |
| 2007 | American Fork                                                          | Agnes Orbison                    |
| 2007 | Ściśle tajne                                                           | Bonnie Hanssen                   |
| 2008 | Moja dziewczyna wychodzi za mąż                                        | Joan                             |
| 2008 | Poundcake                                                              | Carol                            |
| 2010 | The River Why                                                          | Ma                               |
| 2010 | Eagles in the Chicken Coop                                             | Mary Bernstein                   |
| 2010 | Harm's Way                                                             | Bea                              |
| 2012 | Życie to pokusa (Life's an Itch)                                       | Audrey                           |
| 2013 | Horns                                                                  | Lydia Perrish                    |
| 2014 | After                                                                  | Nora Valentino                   |
| 2017 | Elizabeth Blue                                                         | Carol                            |
| 2017 | Parallel                                                               | Marissa                          |
| 2017 | ADDicted                                                               | Kate Dawson                      |
| 2018 | Chimera                                                                | Masterson                        |
| 2021 | Walking with Herb                                                      | Sheila Amable-Amo                |